# Knúkur (Mykines)
Knúkur è un rilievo delle Isole Fær Øer alto 560 metri sul mare, situato sull'isola di Mykines, nel comune di Sørvágur.

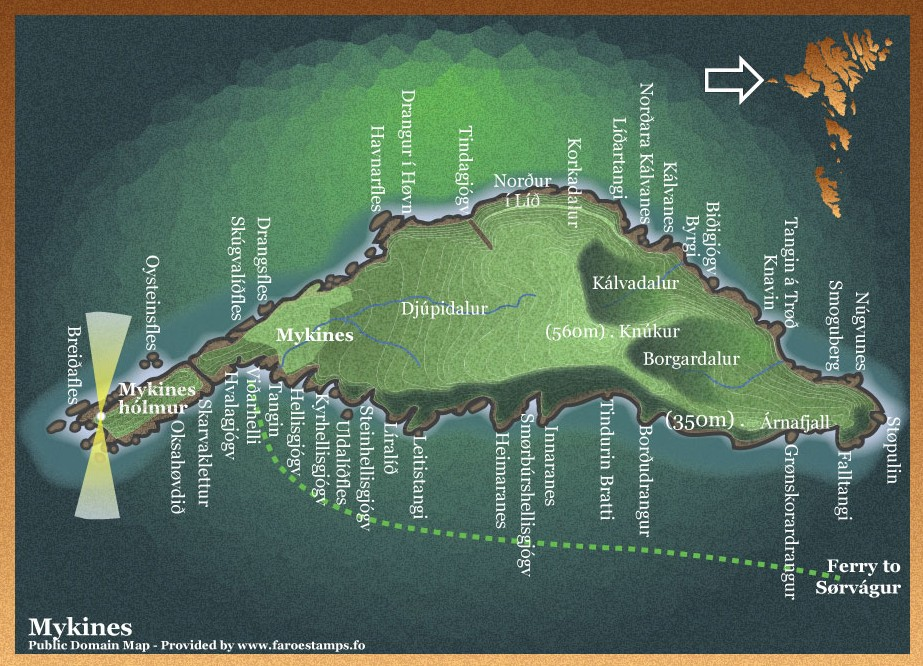
isola di Mykines, mappa delle località e delle alture